# 恩隆县
恩隆县，中国古旧县名。
清朝光绪元年（1875年）改土田州置，治所在今广西壮族自治区田阳县田州镇；五年迁治平马圩（今广西壮族自治区田东县驻地平马镇）。民国初沿袭，驻地不变。1936年撤销，与思林、恩阳两县部分地区合并设立田东县。 